# Зисина корона
Зисина корона је масивна корона на површини планете Венере. Налази се на координатама 12,0° северно и 139,0° западно (планетоцентрични координатни систем +Е 0-360). Са пречником од 850 км трећа је по величини корона на површини ове планете (после Артемидине и Ченг'о короне).
Корона је име добила по нордијској и германској богињи жетве Зиси, а име короне утврдила је Међународна астрономска унија 1994. године.